# Вони живуть поруч
«Вони живуть поруч» — радянський кольоровий художній фільм, поставлений на кіностудії «Мосфільм» в 1967 році режисером Григорієм Рошалем. Прем'єра фільму в СРСР відбулася 6 травня 1968 року.

## Сюжет
Колись двоє молодих перспективних вчених Калітін і Данилов були хорошими друзями, але сталося так, що сварка, яка ненавмисно спалахнула, розлучила їх на довгі роки. Причому ніхто з них не міг зрозуміти, що послужило тому причиною. Але визнавати себе винним у сварці, ніхто з них теж не бажав. І ось пройшли роки, і син (Ігор Кваша) вже відомого вченого Калітіна (Федір Нікітін), який працював в інституті під керівництвом свого батька, зовсім несподівано переходить в інститут, який очолює його колишній друг Данилов (Євген Євстигнєєв). Професор передбачає, що цей вчинок сина може бути якимось чином пов'язаний з далеким минулим і з його нинішнім оточенням. З цього приводу він збирає в своєму будинку старих друзів, щоб розібратися у всьому. Крок за кроком згадуючи своє минуле, він, за допомогою друзів, знаходить нарешті одну з першопричин того, чому його син зробив саме такий несподіваний вибір. І це розуміння допомагає йому не тільки зрозуміти вибір сина, але й, нарешті, помиритися зі своїм давнім другом.

## У ролях
- Федір Нікітін —  професор
- Руфіна Ніфонтова —  Надія Павлівна Калітіна
- Ігор Кваша —  Ігор, син Калітіна
- Тамара Сьоміна —  Тата, подруга Ігоря
- Олександр Борисов —  Васін
- Євген Євстигнєєв —  Данилов
- Володимир Кенігсон —  Семен Юхимович
- Петро Глєбов —  Корабльов
- Всеволод Шестаков —  Лузгін
- Рогволд Суховерко —  Лотошников
- Ігор Пушкарьов —  Толя Савельєв
- Наталія Гурзо —  Зойка, дружина Толі
- Олександр Звенигорський —  Микола Іванович
- Олександр Смирнов —  Бородкін
- Матвій Левінтон —  Міша Васін
- Антоніна Максимова —  Алла Вікторівна Горська
- Вікторія Федорова —  Інга
- Ю. Бочаров —  епізод
- Вероніка Недоброво-Бужинська —  епізод
- Наталія Гіцерот —  Люся, дружина Лузгіна
- Микола Гладков —  старий робочий
- Сергій Гурзо —  робітник заводу, друг Толі
- Т. Райкова —  епізод
- Алевтина Рум'янцева —  мати Іруші
- Георгій Рибаков —  вчений
- Надія Самсонова —  тележурналіст
- Надія Семенцова —  медсестра
- Світлана Степанова —  гостя Ігоря
- Іраклій Циргіладзе —  Іруша, сусід Савельєвих
- Леонід Елінсон —  гість Ігоря
- Володимир Ферапонтов —  Володя, гість Ігоря
- Євген Тетерін —  чоловік, який відправляє телеграму
- Тетяна Волошина —  медсестра
- Наталія Богоявленська —  епізод
- Неллі Самушія —  епізод
- Петро Крилов —  учений  (в титрах не вказаний)
- Наталія Маркіна —  працівниця пошти, подруга Зойки  (в титрах не вказано)

## Знімальна група
- Автор сценарію —  Віра Кетлинська
- Режисер-постановник —  Григорій Рошаль
- Головні оператори —  Леонід Косматов, Олександр Симонов
- Головні художники —  Іван Пластинкін, Михайло Карякін
- Композитор —  Джон Тер-Татевосян
- Звукооператор —  Лев Трахтенберг
- Диригент —  Юрій Силантьєв
- Режисери — Є. Скачко, Л. Соболєва
- Оператор — Р. Келлі
- Монтаж —  Надії Веселівської
- Костюми — М. Чіковані
- Грим — М. Чиглякова
- Комбіновані зйомки: 
оператор —  Борис Арецький 
 художник — Л. Александровська
- Асистенти режисера — Н. Сенчагова, А. Цвєтнова, С. Бушкова
- Редактори — М. Папава,  Ірина Сергієвська
- Консультанти: 
кандидат технічних наук В. Гінзбург 
кандидат фізико-математичних наук Ю. Кравцов
- Директор картини —  Віктор Циргіладзе